# Bobruisk (Erzählung)

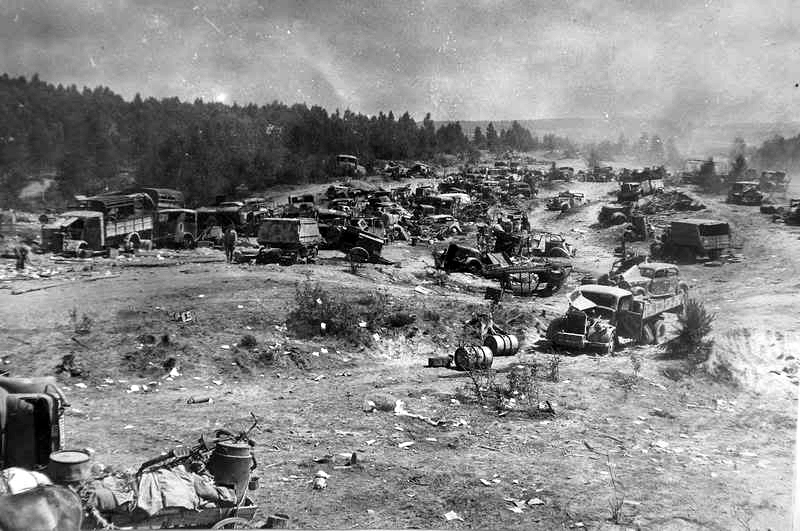
Reste der Wehrmacht Ende Juni 1944 auf der Straße bei Titowka (Vorort der weißrussischen Stadt Bobruisk)

Bobruisk ist eine Erzählung von Dieter Bänsch, die 1989 in Marburg erschien.
Nach seinem Abitur 1943 war der Autor eingezogen und an der Ostfront eingesetzt worden. In diesem autobiographischen Bericht erzählt Dieter Bänsch, wie er als Richtschütze im deutschen Artillerieregiment 134 an seinem 19. Geburtstag, dem 24. Juni 1944, aus dem Kessel der Roten Armee um Malitschi westwärts in Richtung der weißrussischen Stadt Bobruisk an der Beresina ausbrach.

## Historie

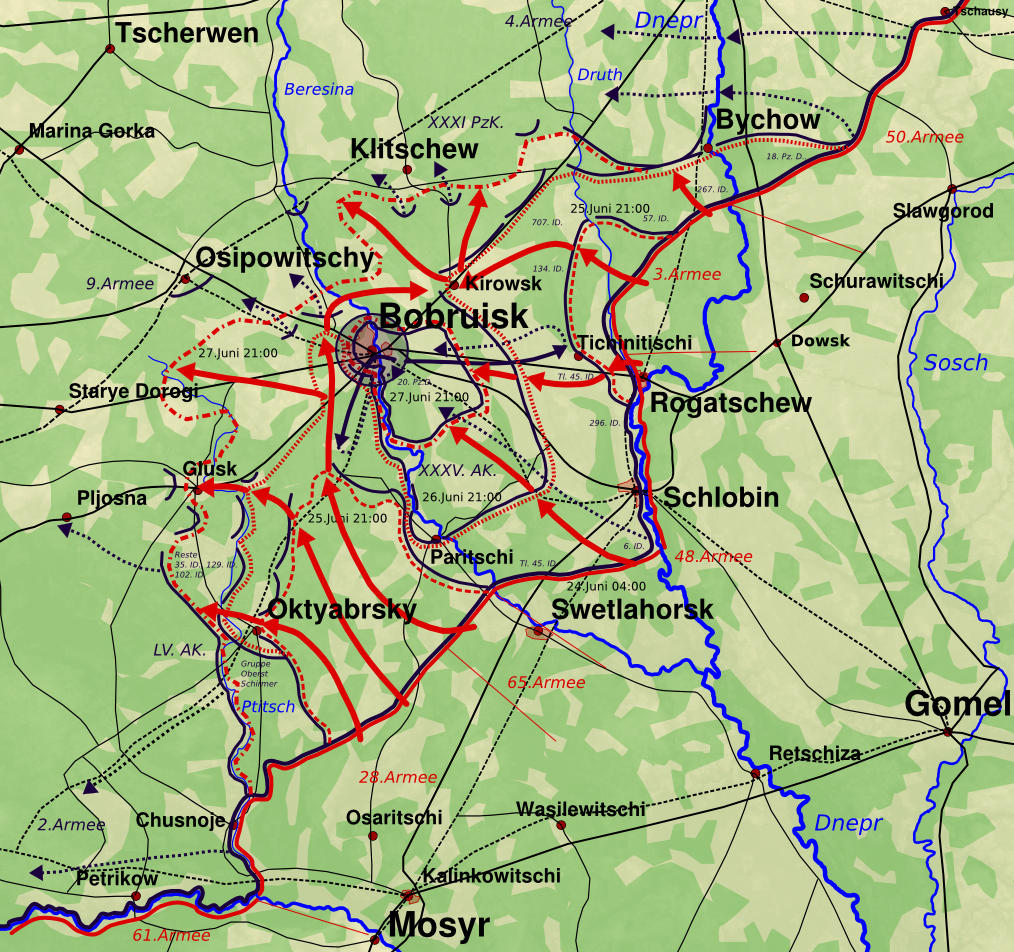
Zu den Ereignissen am 24. Juni 1944 bei Bobruisk

Im Verlauf der Sommeroffensive Operation Bagration gewannen die Russen die von den Deutschen 1941 besetzte Stadt Bobruisk am 29. Juni 1944 zurück.

## Handlung
Während ihres verzweifelten Kesselausbruchs sterben die Deutschen. Diese Einheiten werden nicht nur dezimiert, sondern zerschlagen. Wenige Deutsche erreichen das rettende Bobruisk. Dort angekommen, erwartet die Soldaten eine Überraschung. Auch diese Stadt ist von den Russen eingekesselt und muss auf der Stelle geräumt werden. Bezeichnend für die zerfahrene Situation in den Reihen der zurückweichenden Wehrmacht ist der letzte, trostlose Satz im erschütternden Bericht des Ich-Erzählers Dieter Bänsch: „Ich ging in irgendeine Richtung.“
Die 134. Division hat den Drutbrückenkopf aufgegeben. Seit Tagen gab es keine Verpflegung. Die Unteroffiziere duzen neuerdings die Mannschaft. Der versprengte Dieter Bänsch liegt auf der Ladefläche eines LKW. Letzterer befördert Granaten zu einer Artilleriestellung, die nicht mehr existiert. Die Kolonne wird beschossen. Das Führungsfahrzeug „platzt grell auseinander“. Ein Deutscher läuft brennend über die Wiese. Der Führer lässt Flugblätter mit Durchhalteparolen an die Adresse seiner tapferen Grenadiere abwerfen: Max Schmeling wird zusammen mit der 1. Fallschirmarmee abspringen.
Am Straßenrand hat sich ein Deutscher mit dem Karabiner den Schädel zerschossen. Eine deutsche Handgranate reißt Unteroffizier Heyer den Arm ab. Dieter Bänsch wird von den Resten irgendeiner 8. Kompanie aufgefangen. Kompaniechef Korn befiehlt „nach Westen absetzen!“ Verwundete Kameraden werden anscheinend liegengelassen. Auf der Straße liegt ein Leutnant aus Dieter Bänschs neuer Kompanie in seinem Blute. Während des Durchbruchs hat ein Deutscher, der vor dem Ich-Erzähler lief, im Gezisch der Panzerfäuste auf einmal keinen Kopf mehr. Ein Nebenmann bleibt stehen; hat plötzlich keine Hände mehr. Die aufmunternden Parolen reißen nicht ab – die Division Feldherrnhalle tritt zum Angriff an, verspricht der Major.
Immerhin bleibt an diesem 24. Juni 1944 noch Zeit für einen Geburtstagsschnaps auf das Wohl des Ich-Erzählers. Als die Russen Ernst machen, werfen einige Deutsche ihren Karabiner weg, Dieter Bänsch aber legt an. Bei dem Getümmel ist niemand vor Kontrollen der Feldgendarmerie sicher. Die Einheit des Ich-Erzählers besteht nur noch aus um die 75 Mann. Die 20. P.D. naht. Zwei ihrer Schützenpanzer werden vom Feind außer Gefecht gesetzt. Die Panzerbesatzungen springen ab und rennen ins russische MG-Feuer.